# Viola tridentata
Viola tridentata là một loài thực vật có hoa trong họ Hoa tím. Loài này được Menz. ex DC. miêu tả khoa học đầu tiên.